# Chlaeniini

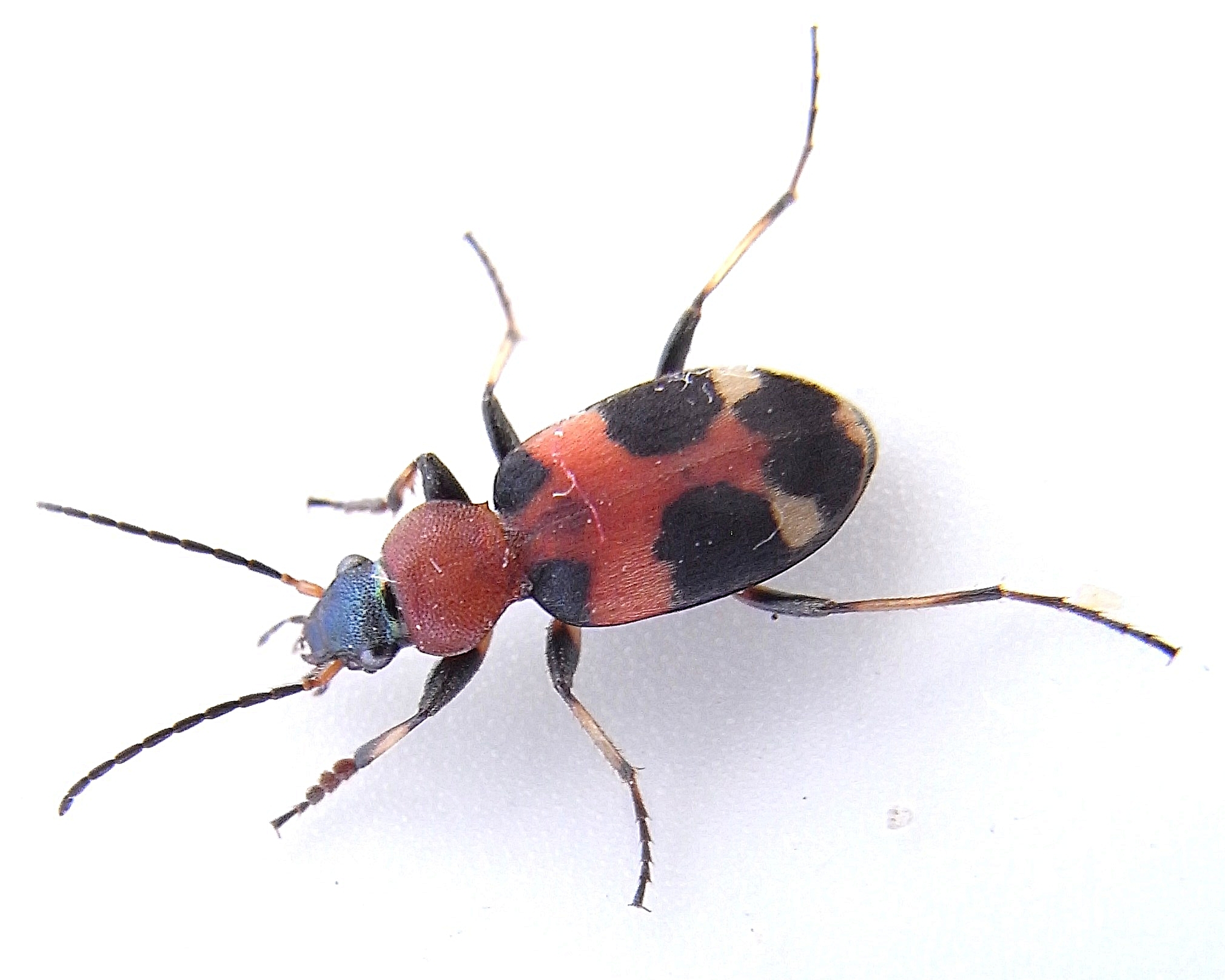
Callistus lunatus

Chlaeniini (лат.) — триба жужелиц из подсемейства харпалины. Около 1000 видов.

## Описание
Жуки среднего или мелкого размера (от 3,92 мм у Pristomachaerus littoralis до 21,34 мм у Chlaenius duvaucelii), овальной формы и металлического цвета (за исключением рода Harpaglossus), чаще светло-зеленого цвета. Спинная и брюшная поверхности опушены. III-й членик усиков самый длинный, а членики IV—IX густо опушены; вершинный край верхней губы с шестью щетинками, наличник двущетинковый; одна пара надглазничных щетинок; мандибулы острые и заостренные, бороздка без щетинок; терминальный максиллярный членик хорошо центрирован по отношению к предпоследнему членику; ментум со срединным зубцом. Переднеспинка без пары переднебоковых щетинок. Надкрылья с внутренней складкой, VII-я бороздка надкрылий отчетливая до вершины, VIII-я бороздка полная; промежутки VII и VIII бороздок надкрылий разделены и не образуют валика сзади; щитковая бороздка имеется перед бороздкой I. Пронотум сужен и у вершины и у основания.

## Систематика
Около 1000 видов, большинство из которых в составе рода Chlaenius. Триба была впервые выделена в 1834 году французским энтомологом Гаспаром Брюлле (1809—1873). Включают в состав большого сборного подсемейства харпалины. Некоторые авторы выделяют их вместе с несколькими другими харпалиновыми трибами (Chaetogenyini, Cuneipectini, Dercylini, Geobaenini, Licinini, Melanchitonini, Oodini) и рассматривают в составе подсемейства Licininae (по современной классификации это в основном соответствует надтрибе Chlaeniitae). В основном встречаются в Афротропике и Ориентальной области.
- Подтриба Callistina Laporte, 1834 (=Callistidae Laporte, 1834; Callistini Laporte, 1834; Eusynetadae Gistel, 1856)[6]
  - Callistomimus Chaudoir, 1872
  - Callistus Bonelli, 1810
- Подтриба Chlaeniina Brulle, 1834 (=Brachylobini Basilewsky & Grundmann, 1955; Callistoidini Basilewsky, 1950; Chlaenides Brullé, 1834; Chlaenioctenini Basilewsky & Grundmann, 1955; Chlaeniodini Jeannel, 1949; Chlaenionini Jeannel, 1949; Eccoptomenini Jeannel, 1949; Harpaglossini Basilewsky, 1950; Leptodinodini Basilewsky & Grundmann, 1955; Lissaucheniidae Gistel, 1848; Pleroticini Basilewsky, 1950; Procletini Basilewsky, 1950; Rhopalomelini Alluaud, 1930)[6]
  - Actodus Alluaud, 1915
  - Chlaenius Bonelli, 1810
  - Eccoptomenus Chaudoir, 1850
  - Ectenognathus Murray, 1958
  - Globulipalpus Sciaky & Facchini, 2019[7]
  - Harpaglossus Motschulsky, 1858
  - Hololeius LaFerte-Senectere, 1851
  - Mirachlaenius Facchini, 2011[8]
  - Parachlaenius Kolbe, 1894
  - Perissostomus Alluaud, 1930
  - Procletodema Peringuey, 1899
  - Procletus Peringuey, 1896
  - Rhopalomelus Boheman, 1848
  - Sphodroschema Alluaud, 1930
  - Stenoodes Basilewsky, 1953
  - Straneomelus Sciaky & Facchini, 2019[7]
  - Stuhlmannium Kolbe, 1894
  - Vachinius Casale, 1984[9][10]
  - Viridagonum Lassalle, 2015[11]